# Zeche Mönkhoffsbank
Die Zeche Mönkhoffsbank war ein Steinkohlen-Bergwerk im Wichteltal in Essen-Überruhr.

## Geschichte
Der Name der Zeche geht auf den nahegelegenen Mönkhof an der Grenze zwischen Überruhr-Hinsel und Holthausen zurück. Als weitere Bezeichnung tritt auch Mönninghofsbank auf.
Es gibt Hinweise darauf, dass die Zeche im Wichteltal, am linken Ruhrufer gelegen, bereits 1673 in Betrieb gewesen sein muss. 1831 ist ein Förderschacht nachgewiesen. 1843 wurde hier eine Pumpe der Firma Dinnendahl bestellt, sie befindet sich heute im Bergbau-Museum in Bochum. Eine Pferdebahn verband die Zeche Mönkhoffsbank und die Zeche Vereinigte Charlotte mit dem um 1840 angelegten und direkt benachbarten Holteyer Hafen an der Ruhr.
Mitte des 19. Jahrhunderts musste die Zeche wegen massiver Wassereinbrüche vorerst geschlossen werden. 1867 wurde sie nach zwischenzeitlicher Wiederinbetriebnahme endgültig stillgelegt.

## Heutiger Zustand
Die zugewachsene Ruine des Bruchstein-Schachtgebäudes, das etwa um 1830 errichtet wurde, ist noch sichtbar. Von hier wurde der Förderschacht abgeteuft. Des Weiteren ist das Gebäude der ehemaligen Schmiede, das heute mit dem Bruchstein-Schachtgebäude zusammen unter Denkmalschutz steht, inzwischen ein Wohnhaus und daher durch Umbauten stark verändert.